# Demetri II el Fals
Demetri II el Fals (en rus Лжедимитрий II) fou el segon dels tres pretendents al tron de Rússia fent-se passar pel tsarévitx Demetri Ivànovitx, el fill gran d'Ivan el Terrible. El Demetri real va morir en circumstàncies desconegudes el 1591.
El segon Demetri el Fals aparegué en escena sobre el 1607 a Starodub. Es creu que pogué ser el fill d'un sacerdot o d'un jueu convers, i havia rebut una educació força complerta per a aquells temps. Parlava rus i polonès, i era expert en afers litúrgics. Al començament fingí ser el boiar moscovita Nagoi, però confessà sota tortura ser el tsarévitx Demetri, i se li uniren milers de cosacs, polonesos i moscovites.
Durant el transcurs d'aquell any, Jerzy Mniszech, pare de Marina Mniszech, vídua del primer Demetri I el Fals, feu reunir la seva filla amb Demetri II el Fals, i ella reconegué que era el seu marit "salvat miraculosament". Aquest fet els suposà el suport dels magnats de la Confederació de Polònia i Lituània que havien donat suport al primer fals Demetri. Adam Wiśniowiecki, Roman Różyński i Jan Sapieha decidiren finançar-ho i posar sota el seu comandament 7.500 soldats, entre ells Aleksander Józef Lisowski, líder de la banda de mercenaris coneguda posteriorment com els Lisowczycy.
Ràpidament capturà Karàtxev, Briansk i altres ciutats, amb el reforç dels polonesos. A la primavera del 1608 avançà cap a Moscou, trobant l'exèrcit del tsar Vassili IV a Bólkhov. Les promeses de la confiscació de les terres dels boiars feren que molta gent es posés del seu costat. El poble de Túixino, a dotze verstes de la capital, es convertí en un campament armat on Demetri reuní el seu exèrcit, que incloïa inicialment 7.000 soldats polonesos, 10.000 cosacs i uns altres 10.000 soldats d'origen divers. Les seves forces arribaren als 100.000 en pocs mesos. Després de la captura del patriarca Filaret de Moscou, fou nomenat Patriarca de Moscou i de totes les Rússies, guanyant l'aliança de les ciutats de Iaroslavl, Kostromà, Vólogda, Kaixin i d'altres.

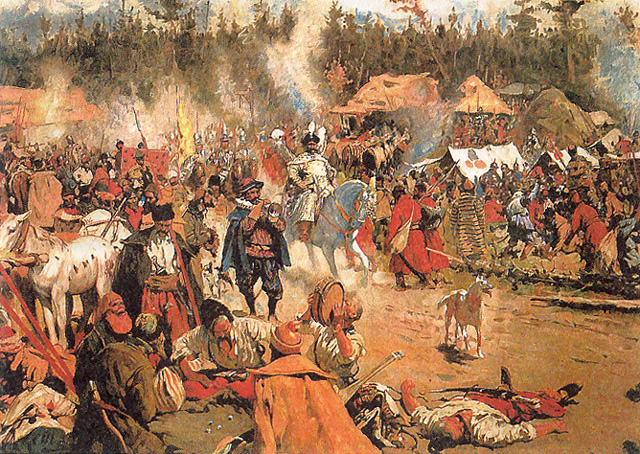
Campament de Demetri a Túixino.

L'arribada del rei Segimon III Vasa a Smolensk fou la causa que la majoria dels seus partidaris polonesos desertessin i s'unissin a les forces del rei polonès. Al mateix temps, un gran exèrcit russo-suec sota el comandament de Mikhaïl Skopín-Xúiski i Jacob De la Gardie s'apropava a Túixino, forçant-lo a fugir del seu campament disfressat de camperol i anar a Kostromà, on Marina se li uní, vivint règiament. Amb el suport dels cosacs del Don, realitzà un altre atac contra Moscou i recuperà el control sobre tot el sud-est de Rússia. De totes maneres, fou assassinat, mentre estava ebri, l'11 de desembre de 1610 per un príncep d'origen tàtar: Piotr Urússov.